# Michael Durant
Michael Durant (ur. 23 lipca 1961 w Berlinie w stanie New Hampshire) – amerykański wojskowy, pilot, biznesmen, pisarz i polityk. Był jedynym amerykańskim żołnierzem wziętym do niewoli przez Somalijczyków w czasie bitwy w Mogadiszu w 1993 roku.

## Życiorys
Synem Leona i Louise Durant. W sierpniu 1979 roku zaciągnął się do Armii Stanów Zjednoczonych. Po ukończeniu szkolenia podstawowego wstąpił do Defense Language Institute, a następnie został przydzielony do 470 Grupy Wywiadu Wojskowego w Fort Clayton w Panamie. Durant ukończył szkolenie śmigłowcowe w Fort Rucker w Alabamie. Podczas nauki w szkole lotniczej latał na śmigłowcach TH-55 i UH-1 Iroquois.
Po awansie na stopień chorążego 1. klasy przeszedł szkolenie na śmigłowcu UH-60 Black Hawk i został przydzielony do 377 Grupy Ratownictwa Medycznego stacjonującej w Seulu w Korei Południowej. W wieku 24 lat miał na koncie 150 lotów ewakuacyjnych na helikopterach UH-1 i UH-60. Po 18 miesiącach służby został przeniesiony do 101 Dywizji Powietrznodesantowej w Fort Campbell w stanie Kentucky. Jako chorąży 2. klasy został instruktorem pilotażu i wykonywał loty bojowe na samolocie UH-60. 1 sierpnia 1988 roku przeniósł się do 160 Lotniczego Pułku Operacji Specjalnych.
Podczas wojny w Somalii był pilotem Super 6-4, drugiego MH-60L Black Hawk zestrzelonego w bitwie w Mogadiszu 3 października 1993 roku. Tylny wirnik śmigłowca został trafiony granatem przeciwpancernym, w wyniku czego maszyna rozbiła się około kilometra na południowy zachód od miejsca akcji.
Durant i jego załoga, Bill Cleveland, Ray Frank i Tommy Field, przeżyli zderzenie z ziemią, ale zostali poważnie ranni. Durant złamał nogę i uszkodził kręgosłup. Dwóch snajperów Delta Force, Gary Gordon i Randy Shughart, osłaniało rozbitków z helikoptera przed nacierającymi Somalijczykami. Następnie obaj zeszli do miejsca katastrofy i bronili rannej załogi, zabijając około 25 somalijskich rebeliantów, dopóki nie skończyła im się amunicja. Zostali otoczeni i zabici, razem z Clevelandem, Frankiem i Fieldem. Obaj zostali pośmiertnie odznaczeni Medalem Honoru.
Tylko Duranta Somalijczycy wzięli do niewoli. Podczas pobytu w niewoli opiekował się nim minister propagandy generała Aidida, Abdullahi „Firimbi” Hassan. Po 11 dniach niewoli Aidid uwolnił Duranta i pojmanego w innym miejscu nigeryjskiego żołnierza, po czym przekazał ich Czerwonemu Krzyżowi.
Po wyjściu na wolność Durant wyzdrowiał i kontynuował służbę w 160 Pułku Lotniczym. Przeszedł na emeryturę w 2001 roku, mając na koncie ponad 3700 godzin lotu, z czego ponad 1400 przeleciał w nocy, korzystając z gogli noktowizyjnych.
Na emeryturze zaangażował się w działalność polityczną z ramienia Partii Republikańskiej.

## W kulturze masowej
W 2003 roku opublikował książkę pt. In the Company of Heroes, w której opisał swoją służbę i pojmanie.
W filmie Ridleya Scotta Helikopter w ogniu w jego rolę wcielił się Ron Eldard.

## Życie prywatne
Żonaty z Lisą. Mają sześcioro dzieci.